# Воконда (Илиноис)
Воконда (енгл. Wauconda) град је у америчкој савезној држави Илиноис.

## Демографија
По попису из 2010. године број становника је 13.603, што је 4.155 (44,0%) становника више него 2000. године.
| Група             | 2000.         | 2010.          |
| Белци             | 8.047 (85,2%) | 10.317 (75,8%) |
| Афроамериканци    | 39 (0,4%)     | 121 (0,9%)     |
| Азијати           | 169 (1,8%)    | 574 (4,2%)     |
| Хиспаноамериканци | 1.125 (11,9%) | 2.424 (17,8%)  |
| Укупно            | 9.448         | 13.603         |